# Luduș
Luduș (węg. Marosludas, niem. Ludasch) – miasto w Rumunii, w Siedmiogrodzie (rum. Transilvania). Liczy 17 100 mieszkańców (2005).
W mieście rozwinął się przemysł maszynowy, odzieżowy oraz włókienniczy.